# Libre-échange (série télévisée)
Pour les articles homonymes, voir Libre-échange (homonymie).
Libre-échange est un téléroman québécois en 27 épisodes de 25 minutes produit par Éric Fournier et Anne Plamondon, scénarisé par Bernard Dansereau, Christian Fournier et Annie Piérard, diffusé entre le 5 septembre 1990 et le 3 avril 1991 sur le réseau Télévision Quatre-Saisons.

## Synopsis
« Libre-échange » raconte l'histoire d'une mère de famille dans la quarantaine qui décide de laisser son mari. Mais celui-ci est plus présent qu'il ne l'a jamais été.

## Fiche technique
- Scénarisation : Bernard Dansereau, Christian Fournier et Annie Piérard
- Réalisation : Marie Brissette, Claude Maher et Pierrette Villemaire
- Société de production : Productions Téléféric

## Distribution
- Jacques Thisdale : Philippe Garand
- Louise Turcot : Brigitte Viau
- Emmanuel Charest : François Viau-Garand
- Ruth Arsenault : Julie Viau-Garand
- Janine Sutto : Annette Viau
- Louis-Georges Girard : Vincent Melançon
- Marie-Christine Perreault : Stéphanie Meunier
- Viola Léger : Aline Robichaud
- Andrée Cousineau : Simone Beauchemin
- Stéphanie Biddle : Nora
- Vincent Bilodeau : Jean-Claude Conti
- Renée Cossette : Journaliste
- Isabelle Cyr : Geneviève
- Pierre Gendron : Gabriel Beauchemin
- Vincent Graton : Normand
- Jean Harvey : Psychologue
- Andrée Lachapelle : Marie-Hélène Fortin
- Marjolaine Lemieux : Caroline Béland
- Hélène Trépanier : Anne-Marie